# José Zabala
José Zabala de la Fuente (Santiago, 2 de marzo de 1924-20 de enero de 2017) fue un ingeniero civil, empresario y consultor chileno.
Hijo de inmigrantes españoles, se formó en el Colegio San Pedro Nolasco de la capital. Después de un breve paso por arquitectura, ingresó a la carrera de ingeniería civil en la Pontificia Universidad Católica (PUC), donde se tituló en 1949.
En sus primeros años como profesional trabajó activamente en el sector privado. Llegado el Gobierno del presidente Jorge Alessandri (1958-1964) se incorporó al Estado como miembro de la Comisión de Cambios Internacionales. Entre 1960 y 1966, en tanto, fue jefe de la oficina de la estatal Corporación de Fomento de la Producción (Corfo) en Nueva York, Estados Unidos.
De vuelta en Chile fue gerente general de la manufacturera de cobre y aluminio local Madeco, de 1966 a 1971. Luego de la implantación de la dictadura militar asumió como gerente general de Corfo y como secretario ejecutivo del Comité de Inversiones Extranjeras (CEI).
En 1985, a instancias del arzobispo de Santiago, Juan Francisco Fresno, trabajó con Fernando Léniz, exministro de Economía de la dictadura, y Sergio Molina, exministro de Hacienda de Eduardo Frei Montalva, el llamado Acuerdo Nacional para la Transición a la Plena Democracia, el cual buscaba avanzar hacia una normalización institucional del país.
Por espacio de doce años se desempeñó como presidente del directorio del Hogar de Cristo (1990-2002). También lideró Caritas Chile y la Unión Social de Empresarios y Ejecutivos Cristianos (USEC).
Se casó con Gabriela Hevia Yanes, con quien tuvo ocho hijos, a saber, Pablo, Alejandra, Gabriela, Ricardo, Andrés, José, Felipe y Ximena.